# Monte Alegre (Padre Abad)
Monte Alegre es una localidad peruana, capital de distrito de Neshuya, provincia de Padre Abad, al oeste del departamento de Ucayali.

## Descripción
Monte Alegre es un pueblo principalmente rural, dedicado principalmente a la agricultura de subsistencia y ganadería. Es una de las localidades más periféricas de la provincia de Padre Abad.